# Walter Oudney
Walter Oudney (ur. w 1790 w Edynburgu, zm. w 1824 w Bornu w Afryce) – szkocki lekarz, fizyk i botanik, badacz północnych i zachodnich obszarów Czarnego Lądu.
Pochodził ze średnio zamożnej szkockiej rodziny. W młodości poznał podstawy medycyny i w roku 1810 zaciągnął się w stopniu mata do służby medycznej w Royal Navy. W roku 1814, gdy służył na wodach południowo-wschodniej Azji, został mianowany lekarzem okrętowym.
Wkrótce po zakończeniu wojen napoleońskich porzucił marynarkę wojenną i podjął studia medyczne na uniwersytecie w Edynburgu. Równolegle studiował historię naturalną i chemię, wykazując znaczne zainteresowanie botaniką. Po uzyskaniu dyplomu podjął (w roku 1817) prywatną praktykę lekarską, pogłębiając swe uniwersyteckie studia naturalistyczne i chemiczne w nadziei zostania w przyszłości wykładowcą uniwersyteckim z zakresu botaniki.
W roku 1820 przyjął propozycję rządu brytyjskiego wzięcia udziału w ekspedycji, której celem byłoby ustalenie rzeczywistego biegu rzeki Niger. W towarzystwie drugiego podróżnika Hugh Clappertona wyruszył do Trypolisu w dzisiejszej Libii, gdzie obaj dotarli w październiku 1821. Tam wkrótce dołączył do nich oficer brytyjski Dixon Denham i szkutnik nazwiskiem William Hillman.
Oudney, zgodnie z wytycznymi władz w Londynie, miał rozpocząć poszukiwania Nigru od stolicy królestwa Bornu leżącego w dzisiejszej Nigerii, a więc po przeciwnej względem Trypolisu stronie wielkiego zachodniego wybrzuszenia kontynentu afrykańskiego. Wykonując polecenie poprowadził swoją ekspedycję na południe poprzez pustynię Saharę. W kwietniu 1822 roku podróżnicy dotarli do Murzuku, starożytnej stolicy Fazzanu (południowo-zachodnia Libia), gdzie spędzili siedem miesięcy w oczekiwaniu na zgodę lokalnego władcy na dalszą podróż i zbrojną eskortę. W grudniu, korzystając z pomocy miejscowego bogatego kupca Abu Bakra bu Chulluma, uzyskali wreszcie zgodę i przekroczyli granicę udając się do Bornu.
4 lutego 1823 Oudney, Clapperton, Denham i Hillman ujrzeli – jako pierwsi przybysze z Europy – wody wielkiego jeziora Czad. Podczas wyprawy rekonesansowej wokół jeziora Oudney odkrył ujście rzeki Szari, głównego dopływu Czadu.
Wkrótce podróżnicy odwiedzili stolicę Bornu, Kuka (dzisiaj Kukawa w Nigerii), gdzie pozostali do jesieni. 14 grudnia Oudney z Clappertonem ruszyli na zachód, podczas gdy Denham i Hillman zostali w Kuce. Zdaniem Oudney’ego rzeka Niger powinna znajdować się na południowy zachód od Bornu, w regionie zwanym Nupe. W drodze Oudney przeziębił się, a następnie zapadł na ciężkie zapalenie płuc. 12 stycznia 1824, w niecały miesiąc po opuszczeniu Kuki, zmarł. Clapperton chciał kontynuować podróż, ale ostrzeżony przez lokalnych kacyków, że droga przez Nupe może być niebezpieczna, zawrócił. Wraz z Denhamem i Hillmanem wrócił przez Trypolis do Anglii, gdzie wylądowali w czerwcu 1825 roku.
Niektóre wyniki badań mineralogicznych Waltera Oudney’ego oraz jego opis drogi z Marzuku do Bornu zostały wykorzystane w sprawozdaniu Dixona Denhama. Badania biegu Nigru zakończyła wyprawa Richarda Lemona Landera, który w roku 1830 popłynął – ze swoim bratem Johnem – rzeką do jej ujścia do Zatoki Gwinejskiej.